# 帕维尔·阿尔费罗夫
帕维尔·尼基托维奇·阿尔费罗夫，（羅馬化：Pavel Nikitovich Alfyorov；1906年3月1日—1971年3月12日），苏联政治人物。曾担任乌共（布）第聂伯罗捷尔任斯克市委第一书记；联共（布）弗拉基米尔州委第一书记、乌里扬诺夫斯克州州长、苏共雅罗斯拉夫尔州第一书记、苏共中央监察委员会副主席等职务。他是勃列日涅夫的好友。

## 生平
- 1906年3月1日出生于卡姆扬斯凯的一个冶金工人家庭。早年曾做过冶金工人、锁匠和货车司机。
- 1930年-1934年，第聂伯罗捷尔任斯克冶金学院学习。1930年加入联共（布）。
- 1934年-1937年，第聂伯罗捷尔任斯克捷尔任斯基冶金厂车间轮班主管、车间负责人。
- 1937年-1938年，乌共（布）第聂伯罗捷尔任斯克市捷尔任斯基区委第二、第一书记。
- 1938年，联共（布）驻哈萨克苏维埃社会主义共和国党委监察委员会全权代表。
- 1939年，乌共（布）第聂伯罗捷尔任斯克市委第一书记。
- 1939年-1943年，联共（布）中央监察委员会巡视员、乌共（布）斯大林诺（顿涅茨克）州委监察委员会专员、联共（布）车里雅宾斯克州委监察委员会专员。
- 1943年-1946年7月，联共（布）萨拉托夫州委第二书记。
- 1946年-1947年1月，联共（布）中央委员会人事局苏维埃机构人事部负责人。
- 1947年1月-1951年8月，联共（布）弗拉基米尔州委第一书记。
- 1952年-1953年5月，联共（布）乌里扬诺夫斯克州委第二书记。
- 1953年5月-1954年5月，乌里扬诺夫斯克州长。
- 1954年2月-1957年4月，苏共雅罗斯拉夫尔州委第一书记。
- 1957年4月-1961年，苏共中央监察委员会委员。期间，1959年-1961年，苏共中央监察委员会副主席。
- 1961年起退休，享受莫斯科市个人养老金待遇。
- 1971年3月12日于莫斯科逝世，享年65岁。葬于新圣女公墓。

阿尔费罗夫是联共（布）18大，苏共19-20大代表；第20-21届中央委员；第2-4届苏联最高苏维埃联盟院代表。

## 荣誉
- 列宁勋章（1956）
- 三次劳动红旗勋章（1939,1944,1947）[3]